# スンヤニ空港
スンヤニ空港（スンヤニくうこう、Sunyani Airport）はブロング＝アハフォ州の州都スンヤニにある空港。ガーナ・エアポート・カンパニー（GACL）が管理している。
1942年に周辺地域との通信のために軍用として建設された。しかし、戦争が終わる前に滑走路は廃止された。
1969年にブシア政権はスンヤニ地域での空港の必要性を感じ、民間空港の建設を始めた。1974年7月13日に現在のスンヤニ空港が公式開業した。長さ1288mの滑走路は深い溝と丘に挟まれているため拡張はできず、中型機の離着陸は難しい。

## 就航路線
| 航空会社           | 就航地 |
| ------------------ | ------ |
| アントラック・エア | アクラ |